# Silvana Vogt
Silvana Vogt nascuda a Morteros el 1969 és una escriptora argentina resident a Catalunya.
Tot i que va néixer l'any 1969, no la van inscriure al registre civil fins al 1973. Als 11 anys marxa del seu poble natal, Morteros (província de Córdoba), cap a la ciutat de Santa Fe. Als 15, nou trasllat fins a Corrientes i als 22 se'n va a viure sola a Buenos Aires. El 16 de maig del 2002, amb 32 anys, aterra a Barcelona fugint del Corralito (i del país) quan l'Argentina li va negar els llibres de Rodrigo Fresán. Ell vivia a Barcelona, i una de les seves novel·les s'acaba amb el nom de la capital catalana.
El cognom Vogt és alemany. Els avis de Silvana eren colons europeus que van ajudar a fundar pobles argentins. La seva àvia per part de mare provenia de Sama (Astúries).
Silvana Vogt és professora de filosofia, psicologia i ciències de l'educació, tot i no haver acabat la llicenciatura en filosofia. Va deixar la carrera després de llegir Kant, perquè considerava que no hi havia res més per aprendre. Va estudiar Producció, realització i creativitat radiofònica a l'escola ETER de Buenos Aires i va treballar a diferents ràdios argentines.
En arribar a Barcelona va treballar en diverses feines: neteja de cases, professora de castellà, promotora de supermercats, columnista del diari Metro i lectora de manuscrits per a editorials. També va treballar a la desapareguda Catalunya Cultura fent la secció de "Rutes literàries per Catalunya", al programa de Francesc Cano, el 2005, i a 
Catalunya Ràdio, al programa Catalunya Migdia, amb l'Òscar Fernández i l'Empar Moliner l'any 2016. Col·labora amb Ràdio Desvern des del 2003. Primer, fent una programa sobre llibres amb l'Arnau Cònsul, l'Ignasi Pàmies i l'Ester Andorrà i posteriorment al programa Justa la fusta, amb la Carme Verdoy, on recomana llibres.
Pel que fa a la seva faceta d'escriptora, al 2009 atura l'escriptura de la seva novel·la argentina, que deixa inacabada per escriure “La mecànica de l'aigua”. La decisió d'escriure en català la va fer inscriure a l'Escola d'Escriptura de l'Ateneu Barcelonès. Ha ensenyat narrativa a l'Escola d'Escriptura de l'Ateneu de Sant Just Desvern, a l'Escola de Lletres l'Odissea de Vilafranca del Penedès i a la desapareguda llibreria Proa Espais.
Des del 2016 té la llibreria Cal Llibreter de Sant Just Desvern.

## Obra
- La mecànica de l'aigua (Edicions de 1984, 2016)
- El fino arte de crear monstruos - (H&O editorial)presentación oficial del libro 10-Abr 2025